# Atós Alto
Atós Alto ist ein spanischer Ort in der Provinz Huesca der Autonomen Gemeinschaft Aragonien. Atós Alto, im Pyrenäenvorland liegend, gehört zur Gemeinde Sabiñánigo. Der Ort auf 780 Meter Höhe hat schon seit Jahren keine Einwohner mehr.

## Geographie
Der Ort liegt etwa zwölf Kilometer südlich von Sabiñánigo und ist über die N330 zu erreichen.